# Sipos Imre (tanár)
Vállaji Sipos Imre (Kecskemét, 1805. január 25. – Kecskemét, 1855. január 16.) jogász, református főiskolai tanár.

## Életútja
Sipos Gábor gazdálkodó és Baky Lidia fia. Szülővárosában végezte a gimnázium hat osztályát, 1821-től a többi tanulmányait, a jogiakat is Debrecenben hallgatta. 1826. elején a tanári kar ajánlatára a katolikus Beőthy-családhoz ment nevelőnek Margitára (Bihar megye). A később híressé lett államférfi Beöthy Ödön tőle tanulta a törvénytudományt. 1829-ben jurátus, 1830-ban hites ügyvéd, 1831-ben a kecskeméti református egyháztanács jegyzője, 1835-ben az ottani főiskolában a statisztika és politika segédtanára, 1836-ban pedig rendes jogtanár lett, a magyar köz-, magán-, büntető-, váltó-, kereskedelmi jogot adta elő. 1849-ben, midőn a joghallgatók mind honvédek lettek, a tanítás megszűnvén, Sipos a főgimnáziumban tanította a latin nyelvet és földrajzot 1855. január 16-án bekövetkezett haláláig.

## Munkája
- Törvénytudományi kis tükör. Kecskemét, 1846. (A népiskolák felsőbb osztályaiban kézikönyvül használtatott.)

### Kézirati munkái a kecskeméti ref. főiskola könyvtárában
- Jus publicum Regni Hungariae. 1839. 4rét 201 lap;
- Jus metallicum seu montanisticum, 4rét 62 1.;
- Jus criminale, 4r. 60. 1.;
- Jus civile privatum Regni Hung. 1840. 4r. 500. 1.;
- Váltó- és kereskedelmi törvény 1845. 4rét 131. 1.;
- Magyar közpolgári törvénytudomány, tanítványai számára és közhasználatra 1847. 4r. 682. 1.